# 永進専門大学校
永進専門大学校（ヨンジンせんもんだいがっこう、朝: 영진전문대학교）は、大韓民国大邱広域市にある私立の2年制、3年制、4年制の専門大学である。

## 沿革
- 1977年 - 永進工業専門学校として開校
- 1979年 - 永進工業専門大学に校名変更
- 1981年 - 永進実業専門大学に校名変更
- 1985年 - 永進専門大学に校名変更
- 2018年6月1日 - 永進専門大学校に校名変更

## 設置系列／学科
- コンピュータ情報系列
- コンピュータ応用機械系列
- 電子情報通信系列
- デジタル電気／医療系列
- 建築インテリアデザイン系列
- デザイン系列
- デジタル経営系列
- 国際観光系列
- 社会福祉科
- 幼児教育科
- 国防電子通信科
- 看護学科（4年制）
- 児童体育科